# 白領

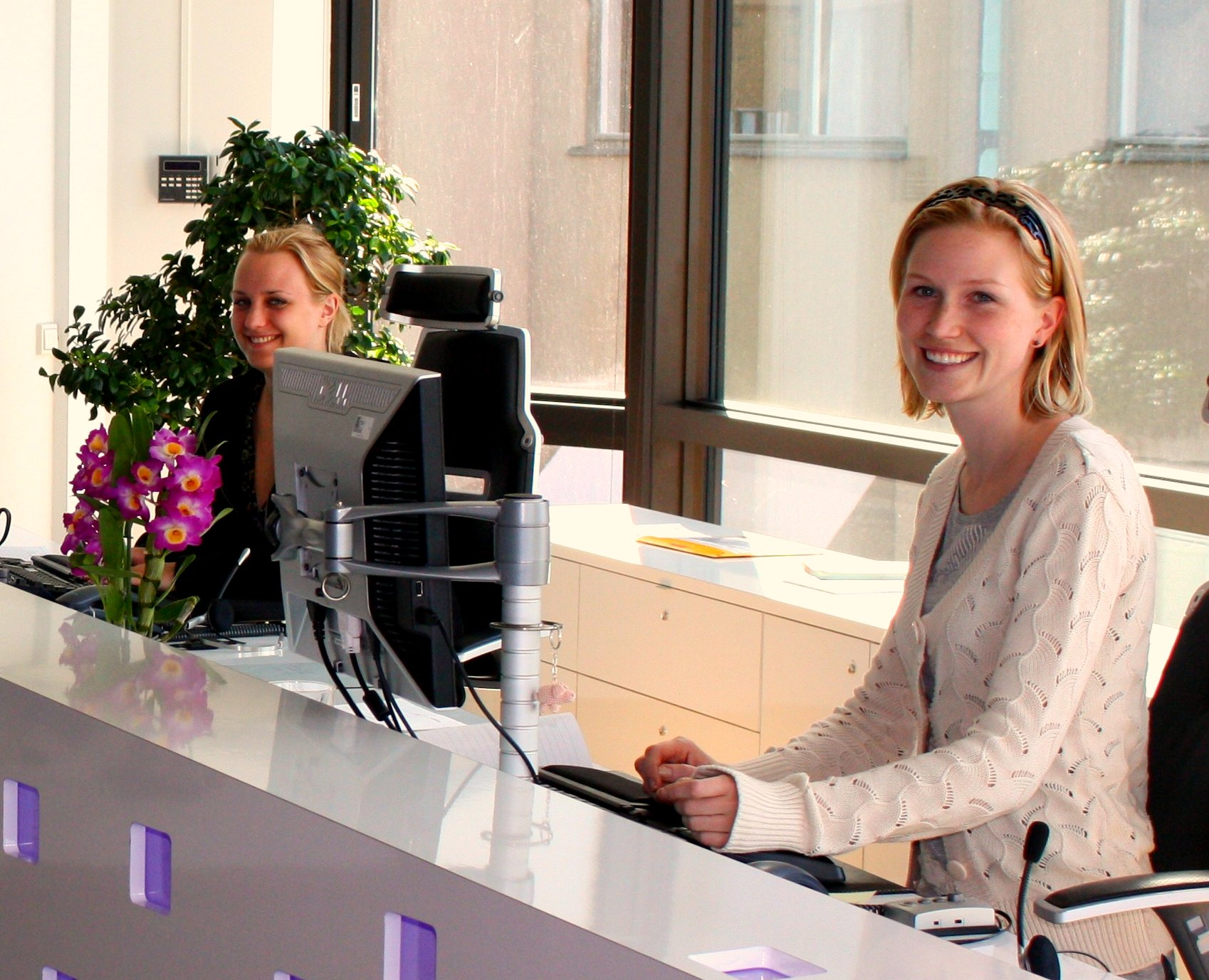
在瑞典斯德哥尔摩某公司接待員

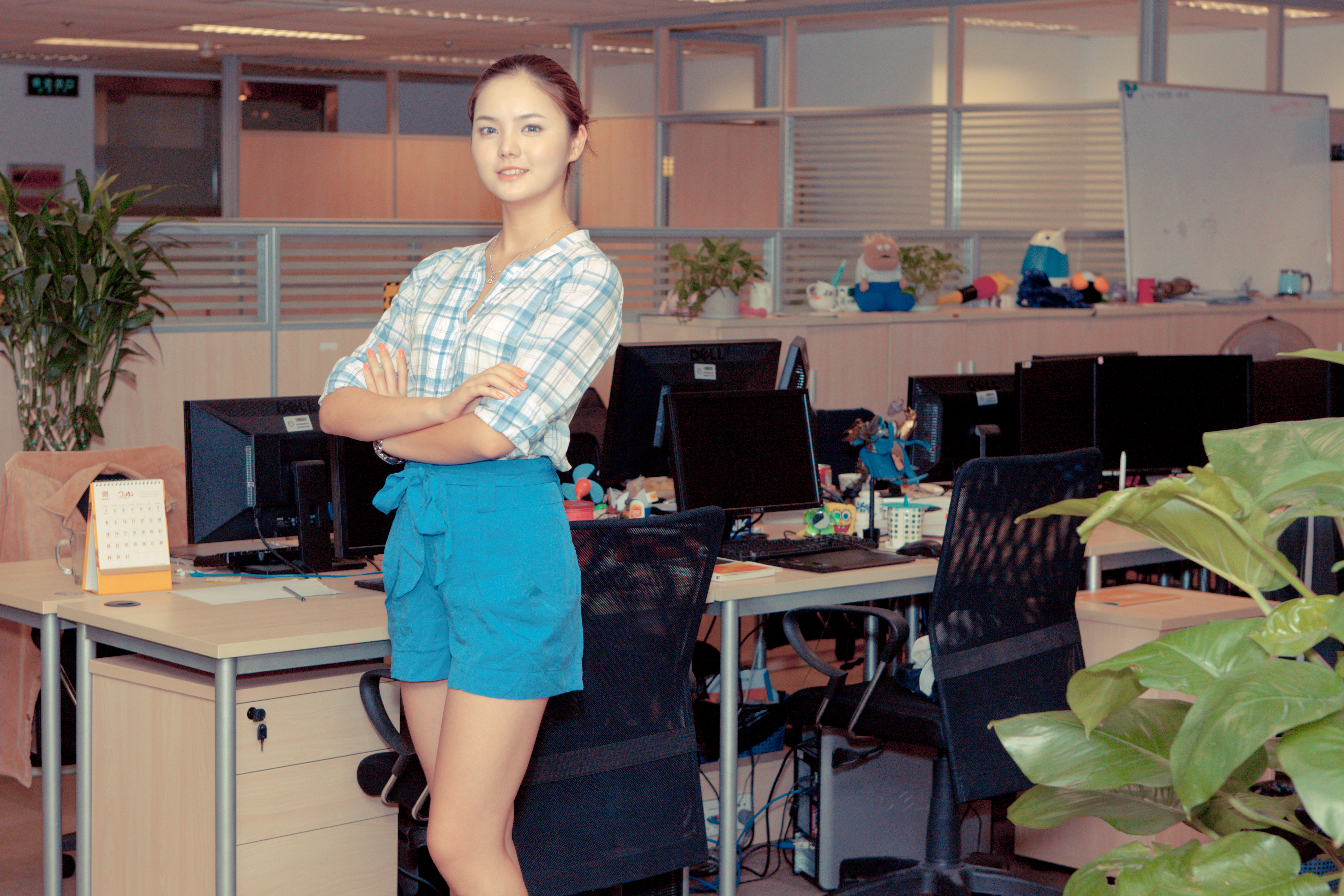
中國職場女性

白領族（英語：white-collar worker）是一個從西方傳來的生活型態定義。這個詞可能最早是從1928年啟用的，當時是代表非體力勞動的工作者，如公務員、教職人員等。是與藍領族互作為對比的族群。白領族較少從事勞力工作，在公司裡的職業階層也往往是行政或是正式職員，並有專業的工作能力，如醫生或律師等專業人員。在一些社會學的研究裡，經理階級的有時也被歸為白領族之一。

## 簡介
白領的隱喻是從傳統上班服裝裡白色領子而來，用以與藍領區分，帶有“白色領子是相當容易被弄髒的，因此用白領族代表他們工作不會容易弄髒領子”之意。也有“上班時必須衣著整齊、不可隨便”之意。不過近幾年，白領族的穿著逐漸多樣化，許多公司也大幅放寬上班服裝規定，不再限制於女性套裝，男性西裝打領帶的刻板條約，大多公司開放了休閒服或是牛仔褲的穿著規定，新設立的公司甚至有些完全沒有服裝規定。所以白領族的外觀大幅度的更改了。
如果以薪水支付方式區分，大多白領族是領固定的月薪或周薪，而藍領族可能相对更多地是以計時來算工資。此外，過去認為白領族享有比藍領族較高薪水的想法，今日逐漸的變化當中。有許多白領族的薪水結構被新的企业政策重新設計，也形成了高獎金、低底薪的結構方式，如果沒有達到一定的工作成效，薪水不見得就比藍領族高。

## 現代的白領族
過去在農業和早期手工業時代的社會，白領族群是相當少的。但進入工業化社會之後，就逐漸變多。特別是科技時代之後，產生了大量的文書工作，並減少了工廠作業員與手工生產作業員的數量，因此白領族群逐漸成為第三產業國家現代社會中的主要族群。
現代社會中，完全由白領族所組成的公司也越來越多。因為今日不少科技業和服務業公司是不需製造或生產實際產品的，這也造成了白領中的純白領現象，也就是說，在這樣的公司裡，組織的層次結構往往相當複雜，不見得就能用衣服符號化，較醒目的區分可能是由工作的品質、被委派的責任和特權、薪資等來定義。事實上藍領與白領差異是工作性質，而非薪資。
由這一點來看過去白領族的工作環境變化，也有所不同。以往經理以上階層的管理人士，經常享有寬大的辦公室與高貴的藝品擺設，但處於事務性質部門的雇員（也就是白領族的大宗代表），卻僅有狹小無窗的房間，和簡單的辦公桌椅。今日狀況有所不同，辦公空間變得較為平等，經理與雇員間的差別可能僅在於座位是否靠窗，或較有隱密的會議空間，甚至只是一片屏風。獲得寬大辦公室的員工不一定是公司的高層決策人員（銀領），反而可能是中階的重要主管，或是被委任相當重要任務的雇員。反而高階決策人員的辦公桌，往往是董事長或總裁室旁的小座位。
最後，在某些公司白領族，有時也得做些藍領族的工作，比如操作機械等。反之藍領族也有可能在某些時候得做白領族的工作，有些人工作日是藍領族，但到了週末卻是白領族的角色；這一點可從工會的例子來看。如被委任為工會委員的藍領族，在週末必須召開會議，與主管討論工時待遇等問題，處理許多文書工作，此時他就成為了白領族，然而，兩者的職能發展和職業安全風險，依然有根本上的差異。

## 參看
- 白領犯罪
- 粉領族
- 藍領族
- 銀領族
- 金領族
- 红领族
- 灰領